# جوي راسيل
جوي راسيل هو مصمم رقصات التزلج على الجليد ‏ كندي، ولد في 24 يونيو 1988 في مدينة لابردور ‏ في كندا.

## وصلات خارجية
- جوي راسيل على موقع الاتحاد الدولي للتزلج (الإنجليزية)